# Henrik-von-Uppsala-Kirche
Henrik-von-Uppsala-Kirche werden diejenigen Kirchen genannt, die dem Heinrich, Bischof von Uppsala gewidmet sind. Patrozinium ist der 19. Januar.

## Liste

### Finnland
- St.-Henriks-Kathedrale (Pyhän Henrikin katedraali), Helsinki
- St.-Henriks-Kirche (Pyhän Henrikin kirkko), Nousiainen
- St.-Henriks-Kirche (Pyhän Henrikin kirkko), Pyhtää
- Ökumenische Kunstkapelle des Heiligen Henrik (Pyhän Henrikin ekumeeninen taidekappeli), Turku